# Arthur Porritt
Arthur Espie Porritt, född 10 augusti 1900 i Whanganui i Manawatū-Whanganui, död 1 januari 1994 i Storlondon, var en nyzeeländsk friidrottare och läkare. Han var Nya Zeelands generalguvernör mellan 1967 och 1972, den förste infödde nyzeeländaren på posten.
Porritt blev olympisk bronsmedaljör på 100 meter vid sommarspelen 1924 i Paris.